# Longchamp (ippodromo)

Pianta dell'ippodromo di Longchamp

L'ippodromo di Longchamp o del Bois de Boulogne è un ippodromo della regione parigina situato a sud ovest del Bois de Boulogne.

## Storia
Sorge sul sito dell'antica abbazia delle minoresse di Longchamp, fondata da Isabella di Francia e abbattuta durante la Rivoluzione.
Voluto dal duca di Monry venne inaugurato nel 1857. Dopo alcuni anni, nel 1863, venne organizzato il primo Gran premio, e il premio in palio (100.000 franchi) andò al fantino che corse con il cavallo inglese The Ranger, mentre l'anno dopo fu la prima vittoria dei francesi grazie al cavallo Vermont. In quell'occasione fra gli spettatori vi era anche Napoleone III.
Per ampliare e migliorare la pista sono stati effettuati nel 1959 e 1960 lavori di ristrutturazione.
Nel 1997 ha ospitato la messa conclusiva della dodicesima Giornata Mondiale della Gioventù alla quale hanno preso parte più di un milione di ragazzi.

## Gare principali
Grazie al lungo rettilineo che porta al traguardo (600 o 700 metri) e alla sua pista principale di una lunghezza media di 3.000 metri e diverse varianti del percorso che possono allungare tale lunghezza, si possono effettuare fra le varie gare:
- Corsa dei prodotti, 2.100 m
- Premio del Cadram, 4.000 m
- Gran premio, 3.000 m
- Premio del Consiglio municipale
- Premio dell'Arco di Trionfo

## Curiosità
In questo sito sorgeva l'Abbazia reale di Longchamp, dove il famoso scrittore francese Denis Diderot  ambientò il celeberrimo memoriale anticlericale La monaca.